# Fumitaka Kitatani
Fumitaka Kitatani (北谷 史孝 Kitatani Fumitaka?), född 18 augusti 1995 i Osaka prefektur, är en japansk fotbollsspelare.
Kitatani började sin karriär 2014 i Yokohama F. Marinos. 2016 flyttade han till Renofa Yamaguchi FC. Han spelade 38 ligamatcher för klubben. Efter Renofa Yamaguchi FC spelade han för V-Varen Nagasaki och FC Gifu.